# (39827) 1998 BA3
1998 بي أي 3 (ويعرف أيضًا باسم (39827) 1998 بي أي 3 وفق تسمية الكوكب الصغير) (بالإنجليزية: 1998 BA3)‏ هو كويكب ضمن حزام الكويكبات؛ وترتيبه 39827 من حيث الاكتشاف.
اكتُشف هذا الجُرم الفلكي بواسطة Paul G. Comba ‏ في 19 يناير 1998.

## وصلات خارجية
- (39827) 1998 BA3 في قاعدة بيانات مختبر الدفع النفاث لأجرام النظام الشمسي الصغيرة

- الاكتشاف · مخطط المدار ·  العناصر المدارية · المعلمات المادية

- (39827) 1998 BA3 على موقع ويكي سكاي: DSS2, SDSS, GALEX, IRAS, Hydrogen α, X-Ray, Astrophoto, Sky Map, Articles and images